# Cocalodes thoracicus
Cocalodes thoracicus är en spindelart som beskrevs av Kálmán Szombathy 1915. Cocalodes thoracicus ingår i släktet Cocalodes och familjen hoppspindlar. Inga underarter finns listade i Catalogue of Life.